# Trophée mondial de course en montagne 1992
Navigation
1991 1993
Le Trophée mondial de course en montagne 1992 est une compétition de course en montagne qui s'est déroulée le 30 août 1992 à Bardonnèche et Suse dans le Val de Suse dans le Piémont en Italie. Il s'agit de la huitième édition de l'épreuve.

## Résultats
L'édition 1992 inaugure l'épreuve féminine junior. Elle se déroule sur un parcours de 4 km et 200 m de dénivelé. L'Italienne Rosita Rota Gelpi remporte la course devant la Tchécoslovaque Anna Baloghová. La Galloise Mari Todd complète le podium,.
La course junior masculine se déroule sur un parcours de 7,44 km pour 625 m de dénivelé. Le duo italien composé de Maurizio Gemetto et Massimo Galliano domine la course. Le Gallois Stephen Griffiths complète le podium,.
La course féminine senior se déroule sur le même parcours que celui des juniors masculins. L'Autrichienne Elisabeth Rust prend les commandes dès le départ. Dans le second tour, sa compatriote Gudrun Pflüger effectue une excellente remontée et prend la tête pour aller remporter le titre, suivie par l'Anglaise Sarah Rowell, la troisième Autrichienne Sabine Stelzmüller et l'Australienne Louise Fairfax, tandis qu'Elisabeth se voit rétrograder en neuvième position. Grâce à ses trois coureuses dans le top 10, l'Autriche s'impose au classement par équipes devant l'Angleterre et la France,.
Le parcours court masculin mesure 10,07 km pour 810 m de dénivelé. L'Anglais Martin Jones, spécialiste du 10 000 mètres et inconnu sur la scène de la course en montagne crée la surprise en menant la course de bout en bout pour s'offrir la victoire. Le Suisse Renatus Birrer effectue une excellente remontée pour terminer sur la deuxième marche du podium mais à 43 secondes de Martin. Robin Bergstrand complète le podium,.
Le parcours long masculin mesure 14,67 km pour 1 394 m de dénivelé. Trois semaines après avoir terminé 47e du marathon des Jeux olympiques de Barcelone, l'Autrichien Helmut Schmuck prend les commandes de la course qu'il mène de bout en bout pour remporter le titre. Le Français Jean-Paul Payet parvient à réduire l'écart en fin de course mais doit se contenter de la médaille d'argent avec 26 secondes de retard. L'Italien Costantino Bertolla complète le podium. La France parvient à s'imposer au classement par équipes avec 3 points devant l'Italie, qui pour la première fois ne remporte pas ce titre. L'Autriche complète le podium,.

### Seniors

#### Courses individuelles
| Rang               | Athlète             | Pays            | Temps           |
| ------------------ | ------------------- | --------------- | --------------- |
| Médaille d'or      | Helmut Schmuck      | Autriche        | 1 h 11 min 0 s  |
| Médaille d'argent  | Jean-Paul Payet     | France          | 1 h 11 min 26 s |
| Médaille de bronze | Costantino Bertolla | Italie          | 1 h 11 min 47 s |
| 4                  | Ladislav Raim       | Tchécoslovaquie | 1 h 12 min 0 s  |
| 5                  | Guido Dold          | Allemagne       | 1 h 12 min 12 s |
| 6                  | Robin Bryson        | Irlande         | 1 h 12 min 40 s |
| 7                  | Sylvain Richard     | France          | 1 h 12 min 46 s |
| 8                  | Marco Toini         | Italie          | 1 h 12 min 54 s |

| Rang               | Athlète                | Pays       | Temps       |
| ------------------ | ---------------------- | ---------- | ----------- |
| Médaille d'or      | Gudrun Pflüger         | Autriche   | 39 min 16 s |
| Médaille d'argent  | Sarah Rowell           | Angleterre | 40 min 37 s |
| Médaille de bronze | Sabine Stelzmüller     | Autriche   | 40 min 44 s |
| 4                  | Louise Fairfax         | Australie  | 41 min 9 s  |
| 5                  | Janet Kenyon           | Angleterre | 41 min 48 s |
| 6                  | Patricia Calder        | Écosse     | 41 min 15 s |
| 7                  | Marie-Christine Ducret | Suisse     | 41 min 28 s |
| 8                  | Annemarie Zingg        | Suisse     | 42 min 39 s |

#### Courses par équipes
| Rang               | Pays                                                                                            | Points |
| ------------------ | ----------------------------------------------------------------------------------------------- | ------ |
| Médaille d'or      | France Jean-Paul Payet (2e) Sylvain Richard (7e) Jaime Mendes (12e) Thierry Icart (14e)         | 21     |
| Médaille d'argent  | Italie Costantino Bertolla (3e) Marco Toini (8e) Claudio Amati (13e) Fabio Ciaponi (21e)        | 24     |
| Médaille de bronze | Autriche Helmut Schmuck (1er) Florian Stern (10e) Rudolf Reitberger (31e) Herbert Benedik (46e) | 42     |

| Rang               | Pays                                                                                           | Points |
| ------------------ | ---------------------------------------------------------------------------------------------- | ------ |
| Médaille d'or      | Autriche Gudrun Pflüger (1re) Sabine Stelzmüller (3e) Elisabeth Rust (9e) Anni Oberhofer (41e) | 13     |
| Médaille d'argent  | Angleterre Sarah Rowell (2e) Janet Kenyon (5e) Clare Crofts (16e) Caroline Hughes (21e)        | 22     |
| Médaille de bronze | France Odile Poirot (12e) Odile Lévêque (14e) Martine Javerzac (18e) Evelyne Mura (33e)        | 44     |

### Court seniors hommes
| Rang               | Athlète          | Pays       | Temps       |
| ------------------ | ---------------- | ---------- | ----------- |
| Médaille d'or      | Martin Jones     | Angleterre | 49 min 5 s  |
| Médaille d'argent  | Renatus Birrer   | Suisse     | 49 min 48 s |
| Médaille de bronze | Robin Bergstrand | Angleterre | 50 min 1 s  |
| 4                  | Colin Donnelly   | Écosse     | 50 min 16 s |
| 5                  | Davide Milesi    | Suisse     | 50 min 30 s |
| 6                  | John Lenihan     | Irlande    | 50 min 33 s |
| 7                  | Neil Wilkinson   | Écosse     | 50 min 56 s |
| 8                  | Fausto Bonzi     | Italie     | 51 min 9 s  |

### Juniors

#### Courses individuelles
| Rang               | Athlète           | Pays           | Temps       |
| ------------------ | ----------------- | -------------- | ----------- |
| Médaille d'or      | Maurizio Gemetto  | Italie         | 35 min 30 s |
| Médaille d'argent  | Massimo Galliano  | Italie         | 35 min 38 s |
| Médaille de bronze | Stephen Griffiths | Pays de Galles | 36 min 54 s |

| Rang               | Athlète           | Pays            | Temps       |
| ------------------ | ----------------- | --------------- | ----------- |
| Médaille d'or      | Rosita Rota Gelpi | Italie          | 20 min 49 s |
| Médaille d'argent  | Anna Baloghová    | Tchécoslovaquie | 21 min 21 s |
| Médaille de bronze | Mari Todd         | Pays de Galles  | 22 min 25 s |

#### Courses par équipes
| Rang               | Pays                                                                                           | Points |
| ------------------ | ---------------------------------------------------------------------------------------------- | ------ |
| Médaille d'or      | Italie Maurizio Gemetto (1er) Massimo Galliano (2e) Dario Fracassi (7e) Gabriele De Nard (21e) | 10     |
| Médaille d'argent  | Angleterre William Styan (4e) Craig Watson (10e) Matthew Whitfield (11e) Nathan Matthews (25e) | 25     |
| Médaille de bronze | Écosse John Brooks (8e) Philip Mowbray (9e) Hamish Hutchison (17e) Steven Cameron (43e)        | 34     |

| Rang               | Pays                                                                                            | Points |
| ------------------ | ----------------------------------------------------------------------------------------------- | ------ |
| Médaille d'or      | Italie Rosita Rota Gelpi (1re) Stefania Cagnoli (5e) Tamara Dalla Rosa (6e) Simona Bonaiti (7e) | 12     |
| Médaille d'argent  | Hongrie Zsófia Czene (4e) Zsófia Szabó (8e) Tímea Halász (11e)                                  | 23     |
| Médaille de bronze | Tchécoslovaquie Anna Baloghová (2e) Mária Melišíková (15e) Martina Lásková (16e)                | 33     |